# Snooker

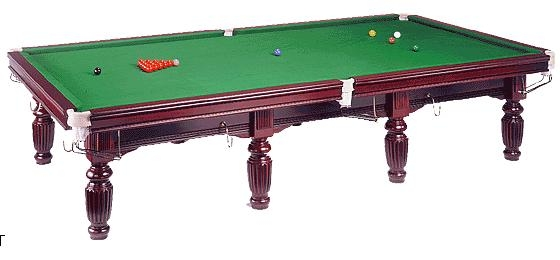
Il tavolo da snooker

Disposizione iniziale delle biglie

Lo snooker è una specialità del biliardo molto diffusa soprattutto nel Regno Unito, in Irlanda ed in alcuni paesi del Commonwealth, che si svolge su un tavolo da biliardo, il più grande tra quelli in uso, di 12 × 6 piedi (circa 360 × 180 cm), provvisto di 6 buche a rete, 4 agli angoli e 2 nel mezzo delle sponde lunghe.
Fa parte dei giochi in cui si usa comunemente una stecca da biliardo e sul piano di gioco si usano ventidue biglie, precisamente 15 rosse disposte inizialmente a triangolo, 6 di vari colori e una bianca battente.
A partire da XXI secolo il gioco ha cominciato ad essere conosciuto anche al di fuori del Commonwealth, grazie alla copertura televisiva internazionale e al fatto che i maggiori tornei offrono dei montepremi particolarmente elevati; tra questi, il Campionato mondiale di snooker.

## Regole principali
La partita è composta da varie frazioni, dette frame. Si inizia con il giocatore che con la biglia battente bianca, situata nella parte superiore del biliardo dietro le biglie gialla, marrone e verde, deve fare il tiro d'apertura (break) colpendo una delle biglie rosse disposte a triangolo, cercando di lasciare l'avversario in difficoltà o cercando di mandarne una in buca.
Il giocatore deve rimanere costante nell'imbucare in sequenza continuata prima una biglia rossa poi una colorata. Se egli fallisce, non imbucando la biglia corretta o commettendo un fallo, il turno passa all'avversario, il quale sarà tenuto a rispettare lo stesso principio di gioco. Si può imbucare più di una biglia rossa con lo stesso tiro; delle biglie colorate no, solo quella dichiarata precedentemente.
Regola è che dopo essere finite in buca, le biglie rosse escono dal gioco; mentre quelle colorate vengono riposizionate ciascuna nella specifica posizione di partenza, chiamata spot. Nel caso lo spot di partenza non fosse disponibile, perché occupato da un'altra biglia, la colorata verrà riposizionata sullo spot libero appartenente alla biglia di maggior valore; in assenza di spot liberi, invece, essa è riposizionata in prossimità del suo spot, seguendo la linea verticale immaginaria che va dallo spot stesso alla sponda corta vicina allo spot della nera (tecnicamente chiamata sponda alta).
Una volta che è stata imbucata l'ultima biglia rossa il giocatore può scegliere ancora una biglia di quelle colorate a suo piacimento, che se poi viene imbucata ritorna nella sua posizione; dopodiché si procede alla cosiddetta "ripulitura" del biliardo, che consiste nell'imbucare le biglie colorate in ordine crescente di valore: giallo, verde, marrone, blu, rosa, nero.

## Punteggi e penalità
Non esiste un punteggio massimo raggiungibile in un frame in quanto è somma dei punti realizzati più quelli frutto di eventuali falli commessi dall'avversario (non quantificabili). È invece 147 il punteggio di una serie perfetta, che si ottiene alternando l'imbucata di ogni rossa sempre e solo con la nera, più la sequenza finale. Per "serie" si intende la sequenza di tiri realizzati in un singolo accesso al tavolo. Normalmente una partita è composta di varie manches (frames), ognuna delle quali è considerata conclusa quando il tavolo è ripulito da tutte le biglie o quando, in base a decisione arbitrale, uno dei giocatori ha raggiunto un vantaggio di punti sull'avversario tale da non consentire una rimonta. Il valore di ciascuna biglia si ha nel seguente ordine:
| Colore  | Colore | Punti |
| ------- | ------ | ----- |
| Rosso   |        | 1     |
| Giallo  |        | 2     |
| Verde   |        | 3     |
| Marrone |        | 4     |
| Blu     |        | 5     |
| Rosa    |        | 6     |
| Nero    |        | 7     |

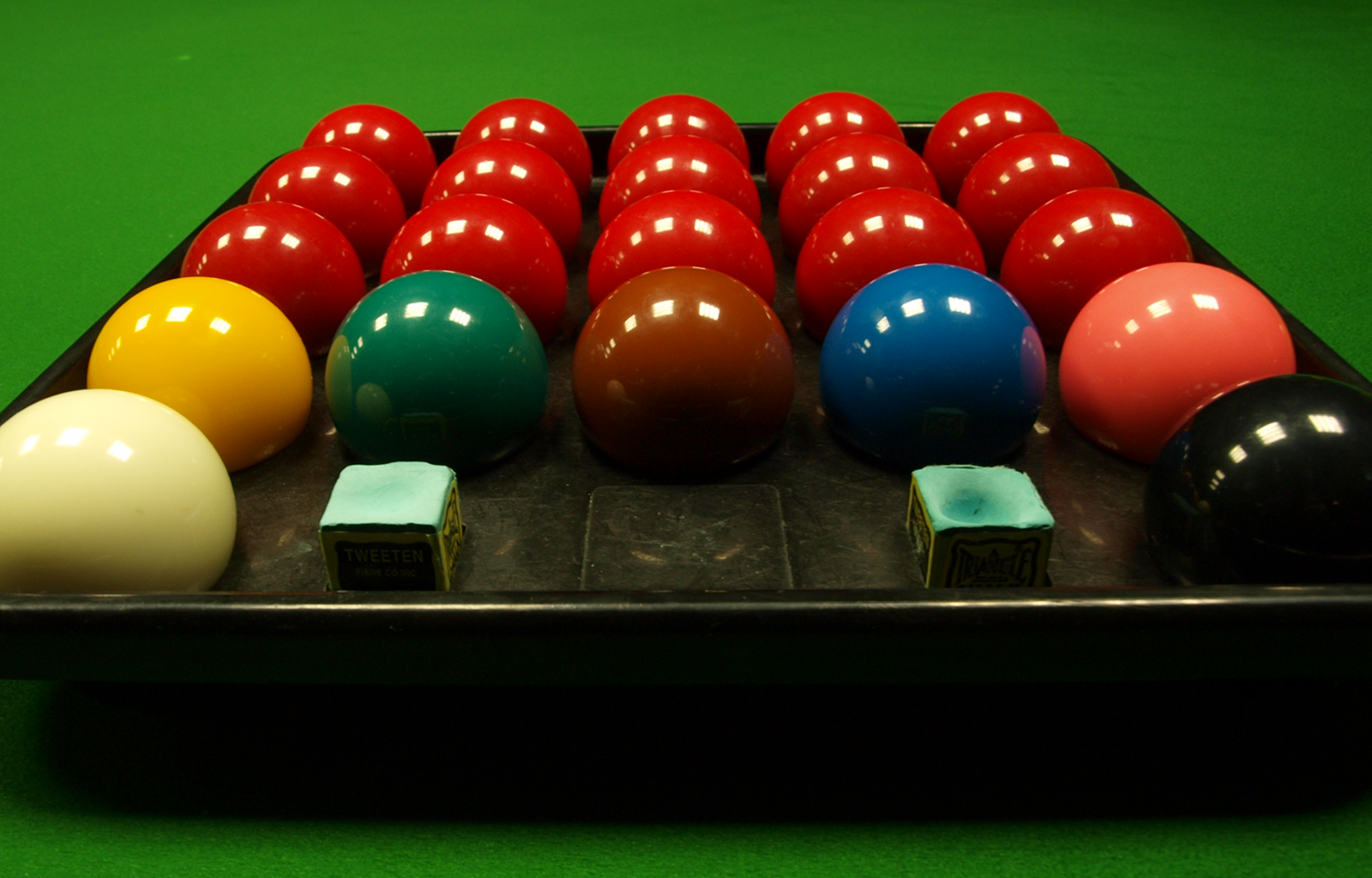
Set di palle da snooker

Oltre ai punti ottenuti con le biglie in buca il giocatore conteggia dei punti anche in caso di errori da parte dell'avversario, tra cui il più abituale consiste nel non riuscire a colpire la biglia designata tra quelle in campo. Una delle capacità del bravo giocatore è proprio il far cadere l'avversario in errore rendendogli quasi impossibile il tiro successivo, normalmente nascondendo la biglia bianca dietro ad un'altra. Questa operazione viene definita come calare uno snooker. Quando la biglia corretta da colpire per prima è la rossa, la posizione di biglia bianca dietro una biglia colorata, si chiama snooker classico; invece la posizione di biglia bianca davanti ad una biglia colorata è il cosiddetto snooker cinese. In questo caso la difficoltà per il giocatore, che deve effettuare il tiro, non sta nel fatto di non vedere direttamente la biglia rossa e quindi doverla colpire tramite un tiro di sponda come nello snooker classico, ma nella scomodità del tiro, in quanto deve alzare il calcio della stecca per colpire la biglia battente e deve curarsi di non toccare la biglia colorata con la stecca o farla muovere pena un fallo da 4 punti o più se la biglia colorata è una di quelle con valore superiore a 4.
I principali falli in cui si può cadere sono i seguenti:
- Colpire per prima una biglia sbagliata (ad esempio, colpirne una colorata quando bisognava imbucarne una rossa). In tal caso l'avversario aggiunge al proprio punteggio il valore della biglia colpita, ma per un minimo di quattro punti.
- Imbucare una biglia sbagliata (ad esempio, imbucare la biglia verde quando è stata colpita per prima la biglia gialla). In tal caso l'avversario aggiunge al proprio punteggio il valore della biglia colpita, ma per un minimo di quattro punti.
- Imbucare la biglia bianca (4 punti per l'avversario).
- Non colpire nessuna biglia con la bianca (4 punti per l'avversario).
- Fare uscire una qualsiasi biglia fuori dal tavolo da gioco (il che accade molto raramente).
- Esaurimento del tempo concesso per pensare al tiro, più comune in particolari gare (l'avversario riceve dei punti prestabiliti dall'arbitro di gioco).
- Toccare con la stecca, con le mani o con gli indumenti una biglia sul tavolo (il non toccare una biglia con la stecca si riferisce a tutte le biglie che non siano quella battente) (4 punti ceduti per l'avversario);

Quando un giocatore commette un fallo e la biglia battente rimane in una posizione da cui non è possibile colpire direttamente la biglia corretta, l'arbitro può decidere di assegnare all'avversario una "free-ball", ovvero la possibilità di imbucare una biglia colorata come se fosse una rossa, e in seguito il relativo colore di scelta da accoppiare. In questo caso la free-ball imbucata vale un punto proprio come se fosse una biglia rossa. Questa situazione aggiunge una mano di "rossa-colorata" alla somma del punteggio possibile al tavolo.

## Storia dello Snooker
Verso la seconda metà del XIX secolo il gioco del billiardo era popolare tra gli ufficiali britannici di stanza in India, e conosceva molte varianti. Durante la stagione delle piogge i generali trascorrevano i lunghi pomeriggi al tavolo da biliardo della mensa.
Secondo la storia più comunemente accettata, nel 1875 il colonnello Francis Fitzgerald Neville Chamberlain ideò una serie di regole che combinavano il black pool e al gioco della piramide, suggerendo di aggiungere palline colorate al tradizionale biliardo. La piramide si giocava con quindici bilie rosse, racchiuse in un triangolo. Ogni volta che un giocatore imbucava una rossa, tutti i suoi avversari dovevano pagare la somma su cui ci si era accordati in precedenza. Nella variante del black pool giocata all’epoca compariva per la prima volta la bilia nera. Dopo aver imbucato la bilia assegnata, il giocatore aveva la possibilità di colpire quella nera e se si riusciva ad imbucarla, ogni giocatore doveva pagare una quota extra prefissata e poi continuare ancora il proprio turno. A quell'epoca al posto della classica variante uno contro uno, si preferiva coinvolgere più persone e allo stesso tempo, così facendo, era più facile aggiungere una componente legata alle scommesse, fattore che contribuì alla sua pololarità.
All'epoca della sua creazione, si giocava con quindici rosse, gialla, verde, rosa e nera. Le bilie di colore marrone e la blu furono inventate in seguito ed aggiunte soltanto qualche anno dopo. Si ritiene che il set degli otto colori usati per le palle da biliardo (compreso il bianco) derivi dal croquet, che usa lo stesso insieme di colori. Il croquet ha raggiunto il suo picco di popolarità nello stesso periodo dell'invenzione dello Snooker, in particolare tra le persone nello stesso contesto sociale. Ci sono molte altre somiglianze tra il croquet e lo snooker, che se prese insieme, suggeriscono che la derivazione del secondo deve molto all'esistenza del primo.
La parola snooker era un termine dispregiativo usato per descrivere una recluta inesperta. Termine con il quale i giocatori cominciarono ad apostrofarsi l'un l'altro.
Dieci anni dopo, nel 1885, in occasione di un viaggio in India del campione di biliardo britannico John Roberts, Chamberlain gli presentò le sue innovazioni e attraverso lui introdusse la pratica dello snooker in Inghilterra.
All'inizio del XX secolo, lo snooker fu giocato prevalentemente nel Regno Unito, dove fu considerato uno "sport per gentiluomini" fino ai primi anni '60, prima di crescere in popolarità come passatempo nazionale e infine diffondersi oltreoceano. Le regole standard del gioco furono stabilite per la prima volta nel 1919, quando fu formata la Billiards Association and Control Club.
Nel 1916 fu istituito il primo vero torneo di biliardo; era un campionato d'Inghilterra per dilettanti. Il Campionato Mondiale di Snooker ebbe luogo per la prima volta nel 1927. 
Come sport professionale, lo snooker è ora governato dalla World Professional Billiards and Snooker Association.

## Il Ranking mondiale dei giocatori
La graduatoria mondiale dei giocatori di snooker è composta da una classifica sulla base dei punteggi e dei premi in denaro accumulati durante l'anno nelle varie competizioni a cui si partecipa. 
La posizione occupata da un giocatore nel ranking mondiale è importante non solo per il prestigio ma anche per determinare a quali competizioni può partecipare (in genere ai tornei di snooker partecipano solo i giocatori che occupano fino ad una determinata posizione del Ranking) e in che fase del torneo disputare il proprio primo turno. 
Ad esempio, in competizioni in cui partecipano molti giocatori come il Mondiale, i primi turni eliminatori sono disputati dai giocatori che occupano le posizioni più basse della classifica, i primi del ranking sono una sorta di teste di serie ed entrano nella competizione in una fase più avanzata del torneo incontrando inizialmente giocatori più bassi in classifica. 
I tornei più prestigiosi e antichi, che si concludono con il Mondiale, sono anche quelli che mettono in palio il maggior numero di punti, ma non sempre il giocatore che vince il mondiale è anche quello che occupa il primo posto nel ranking alla fine della stagione.

## Lo snooker in Italia
Pur non essendo seguito particolarmente, lo snooker in Italia sta pian piano crescendo con la costruzione di nuove sale e la creazione di nuovi tornei come l'Italian Snooker Open, un torneo organizzato per i giocatori amatoriali non per forza italiani e di bassa classifica nel Main Tour.
In Italia lo snooker è visibile su Eurosport fin dai primi anni dalla nascita di questa rete televisiva con telecronaca di Maurizio Cavalli e Andrea Campagna.

## Competizioni 2019-2020

### Tornei Ranking
- Riga Masters
- International Championship
- China Championship
- English Open
- World Open
- Northern Ireland Open
- UK Championship
- Scottish Open
- European Masters
- German Masters
- World Grand Prix
- Welsh Open
- Shoot-Out
- Players Championship
- Gibraltar Open
- Tour Championship
- Campionato mondiale

### Tornei Non-Ranking
- Paul Hunter Classic
- Shanghai Masters
- Championship League
- Haining Open
- Champion of Champions
- The Masters